# 來自深淵 (動畫)
《來自深淵》是改編自土筆章人创作的同名漫畫的動畫作品，於2017年7月至9月播出。
剧场版续作《深沉靈魂的黎明》於2020年1月在日本上映，電視動畫第二期《烈日的黄金鄉》於2022年7月至9月播出。

## 登场角色
- 莉可：富田美憂
- 雷格：伊瀨茉莉也
- 娜娜奇：井澤詩織
- 萊薩：坂本真綾
- 瑪魯魯庫：豐崎愛生
- 奥森：大原沙耶香
- 彭多爾多：森川智之
- 普魯修卡：水瀨祈
- 法普妲：久野美咲
- 布耶可：寺崎裕香
- 瓦茲強：平田廣明

## 製作

### 製作人員
- 原作：つくしあきひと（竹書房「WEB 」）
- 導演：小島正幸
- 副導演：垪和等
- 助導演：飯野慎也（第1期）
- 劇本統籌：倉田英之
- 劇本：小柳啟伍（第1期）、倉田英之
- 角色設計：黃瀨和哉、黑田结花（第2期）
- 生物設計：吉成鋼（第1期）
- 道具設計：高倉武史（第1期）、沙仓拓实（第2期）
- 美術導演：増山修
- 美術設定：西俊樹
- 色彩設計：山下宮緒
- 攝影導演：江間常高（T2 studio）
- 編輯：黒澤雅之
- 音響導演：山田陽
- 音樂：Kevin Penkin
- 音樂製作：IRMA LA DOUCE
- 音樂製作協力：KADOKAWA
- 動畫製作：Kinema Citrus
- 製作：「來自深淵」製作委員會[3]

### 消息公布
2016年12月21日，開設動畫官方網站與Twitter帳號，並宣布將會動畫化。
2017年3月20日，於「AnimeJapan 2017」的KADOKAWA攤位公布將於2017年7月於電視上播放。
2017年11月26日，官方在推特上宣布續篇製作確定。
2018年3月19日，宣布了製作劇場版總集篇前篇「啟程的黎明」、後篇「流浪之黄昏」并于2019年1月上映，
剧场版续篇「深沉灵魂的黎明」于2020年1月17日在日本上映，动画第二季「烈日的黄金乡」于2022年7月6日播出。於2023年1月15日宣布將推出「烈日的黃金鄉」續篇。

### 主題曲
第一期
片頭曲「Deep in Abyss」
作詞：hotaru，作曲：KanadeYUK、Masahiro "Godspeed" Aoki，編曲：KanadeYUK，歌：莉可（富田美憂）、雷古（伊瀬茉莉也）
第1話作為片尾曲使用。
片尾曲
作詞、作曲、編曲：橋本由香利，歌：莉可（富田美憂）、雷古（伊瀬茉莉也）、奈奈祈（井澤詩織）
第二期
片頭曲
作曲、編曲：eba，作詞：，歌：安月名莉子
第1話作為片尾曲使用。
片尾曲「Endless Embrace」
編曲：Kevin Penkin、Tom-H@ck，作詞、作曲、歌：MYTH & ROID
插入曲「GRAVITY」
作曲：Kevin Penkin，作詞：Kevin Penkin、Arnór Dan，歌：Arnór Dan

## 各話列表
| 話數   | 日文標題 | 中文標題       | 劇本     | 分鏡              | 演出              | 作畫監督 | 原作改編                   |
| 第一期 | 第一期   | 第一期         | 第一期   | 第一期            | 第一期            | 第一期 | 第一期                     |
| ------ | -------- | -------------- | -------- | ----------------- | ----------------- | --- | -------------------------- |
| 第1話  |          | 大洞城鎮       | 倉田英之 | 小島正幸          | 垪和等            | 黃瀨和哉 | 部分第1話、第2—3話         |
| 第2話  |          | 復活祭         | 倉田英之 | 小島正幸          | 森賢              | 佐藤友子、多田靖子                                                                                            | 第1、4、5話                |
| 第3話  |          | 出發           | 倉田英之 | 小島正幸          | 孫承希            | 樋口香里 | 第6—8話                    |
| 第4話  |          | 深淵深處       | 小柳啟伍 | 飯野慎也          | 飯野慎也          | 伊藤晉之 | 第9、10話                  |
| 第5話  |          | 火葬砲         | 小柳啟伍 | 小島正幸          | 工藤利春          | 藤優子 | 第10—12話                  |
| 第6話  |          | 監視基地       | 小柳啟伍 | 阿保孝雄          | 垪和等            | 安田祥子 | 第13、14話                 |
| 第7話  |          | 不動卿         | 倉田英之 | 阿保孝雄          | 飯野慎也          | 佐藤友子、杉本幸子 高倉武史、森賢                                                                             | 第14—17話                  |
| 第8話  |          | 生存訓練       | 倉田英之 | 小島正幸          | 飯野慎也          | 伊藤晉之、藤優子                                                                                              | 第16、17話                 |
| 第9話  |          | 大斷層         | 倉田英之 | 小島正幸          | 垪和等            | 樋口香里、安田祥子                                                                                            | 第18話、部分原創           |
| 第10話 |          | 毒與詛咒       | 小柳啟伍 | 小島正幸          | 孫承希            | 服部聰志、谷口義明 池津壽惠、萩尾圭太                                                                         | 第18—20話                  |
| 第11話 |          | 奈奈祈         | 小柳啟伍 | 飯野慎也 阿保孝雄 | 工藤利春          | 伊藤晉之、樋口香里 大下久馬、三浦龍                                                                           | 第20、21話                 |
| 第12話 |          | 詛咒的真相     | 小柳啟伍 | 小島正幸          | 小島正幸          | 竹內忠、藤優子 黑田結花、蒲田明美                                                                             | 第21、22話                 |
| 第13話 |          | 挑戰者們       | 倉田英之 | 小島正幸          | 森賢              | 森賢、多田靖子                                                                                                | 第23—26話                  |
| 第二期 |          |                |          |                   |                   | |                            |
| 第1話  |          | 羅盤指向了黑暗 | 倉田英之 | 小島正幸          | 小島正幸          | 黑田結花、谷紫織                                                                                              | 第48、39話                 |
| 第2話  |          | 不歸之都       | 倉田英之 | 小島正幸          | 小池裕樹          | 伊藤晉之 | 第39、40話                 |
| 第3話  |          | 慘劇終末村     | 倉田英之 | 小島正幸          | 垪和等            | 谷紫織 | 第40、41、49話             |
| 第4話  |          | 朋友           | 倉田英之 | 小島正幸          | 中西基樹 古桑孝治 | 小里明花、三橋櫻子 田中宏紀                                                                                   | 第42、43話                 |
| 第5話  |          | 隱匿           | 倉田英之 | 古桑孝治          | 古桑孝治          | 阿部島瑠珠、三橋櫻子                                                                                          | 第43、44、45話             |
| 第6話  |          | 呼喚           | 倉田英之 | 小島正辛          | 寶井俊介          | 北原安鶴紗、LEE Minjae IM Sunhee、KIM Eunha BAEK Jiwon、YU Minzi                                              | 第46、46.5、47話           |
| 第7話  |          | 慾望的搖籃     | 倉田英之 | 小島正辛          | 小池裕樹          | 北原安鶴紗、LEE Minjae IM Sunhee、KIM Eunha BAEK Jiwon、YU Minzi                                              | 第47、49、50話             |
| 第8話  |          | 願望的形體     | 倉田英之 | 小島正辛          | 中西基樹          | 伊藤晉之、三橋櫻子                                                                                            | 第47、51話                 |
| 第9話  |          | 歸來           | 倉田英之 | 小島正辛          | 垪和等            | 阿部島瑠珠、鈴木幸江 LEE Minjae、IM Sunhee BAEK Jiwon、YU Minzi                                               | 第52、53話                 |
| 第10話 |          | 拾獲的一切     | 倉田英之 | 小出卓史          | 小出卓史          | 阿部島瑠珠、 谷紫織、黒田結花                                                                                 | 第54、55話                 |
| 第11話 |          | 價值           | 倉田英之 | 小島正幸          | 寶井俊介          | 樋口香里、杉山有沙 山本月穗、三橋妙子 渡部由紀子、LEE Minjae IM Sunhee、BAEK Jiwon YU Minzi                   | 第56、57話                 |
| 第12話 |          | 黃金           | 倉田英之 | 小島正幸          | 小島正幸 垪和等   | 伊藤晉之、大森理惠、川崎玲奈 小里明花、瀧口浩喜 竹本未希、田中宏紀 谷紫織、寺尾憲治 福島勇、三橋櫻子 山崎繪美 | 第51.5、55.5、58、59、60話 |
| SP     |          | 與爸爸一起     | 倉田英之 | 小出卓史          | 小出卓史          | 谷紫織 | 動畫原創                   |

## 播映平台

### 電視台
| 播放期間                              | 播放時間                                      | 播放電視台  | 対象地域 | 備註                     |
| ------------------------------------- | --------------------------------------------- | ----------- | -------- | ------------------------ |
| 2017年7月7日 - 9月29日                | 星期五 21:30 - 22:00                          | AT-X        | 日本全域 | 參與製作 / CS放送 / 重播 |
| 2017年7月8日 - 9月30日                | 星期六 1:40 - 2:10                            | TOKYO MX    | 東京都   |                          |
|                                       | 星期六 3:00 - 3:30                            | BS11        | 日本全域 | BS放送 / 『ANIME+』頻道  |
| 2017年7月9日 - 10月1日                | 星期日 1:30 - 2:00                            | KBS京都     | 京都府   |                          |
| 2017年7月10日 - 10月2日               | 星期一 1:25 - 1:55                            | 佐賀電視台  | 佐賀縣   |                          |
|                                       | 星期一 2:05 - 2:35                            | 愛知電視台  | 愛知縣   |                          |
|                                       | 星期一 2:35 - 3:05                            | TVQ九州放送 | 福岡縣   |                          |
| 2017年7月10日 - 9月25日 2017年10月3日 | 星期一 23:30 - 星期二 0:00 星期二 0:30 - 1:30 | SUN電視台   | 兵庫縣   |                          |

### 網路平台
| 配信期間               | 配信時間         | 配信網頁   |
| ---------------------- | ---------------- | ---------- |
| 2017年7月8日 - 9月30日 | 星期六 1:40 更新 | 亞馬遜影片 |

| 播映國家＆地區   | 播映平台         | 播映日期                      | 播映時間                 | 備註   |
| 第一期           | 第一期           | 第一期                        | 第一期                   | 第一期 |
| ---------------- | ---------------- | ----------------------------- | ------------------------ | ------ |
| 香港             | myTV Gold        | 2022年7月4日全集數上架        | 2022年7月4日全集數上架   |        |
| 香港             | Viu OTT          | 2022年7月4日全集數上架        | 2022年7月4日全集數上架   |        |
| 香港、臺灣       | Disney+          | 2022年10月19日全集數上架      | 2022年10月19日全集數上架 |        |
| 香港、澳門、臺灣 | Netflix          | 2022年10月31日全集數上架      | 2022年10月31日全集數上架 |        |
| 香港             | Viu 頻道自選服務 | 2022年11月全集數上架          | 2022年11月全集數上架     |        |
| 第二期           |                  |                               |                          |        |
| 臺灣             | 巴哈姆特動畫瘋   | 2022年7月6日－2022年9月28日   | 星期三 22：30（UTC+8）   |        |
| 臺灣             | 中華電信MOD      | 2022年7月6日－2022年9月28日   | 星期三 22：30（UTC+8）   |        |
| 臺灣             | Hami Video       | 2022年7月6日－2022年9月28日   | 星期三 22：30（UTC+8）   |        |
| 臺灣             | LiTV 線上影視    | 2022年7月6日－2022年9月28日   | 星期三 22：30（UTC+8）   |        |
| 臺灣             | MyVideo          | 2022年7月6日－2022年9月28日   | 星期三 22：30（UTC+8）   |        |
| 臺灣             | KKTV             | 2022年7月6日－2022年9月28日   | 星期三 22：30（UTC+8）   |        |
| 臺灣             | LINE TV          | 2022年7月6日－2022年9月28日   | 星期三 22：30（UTC+8）   |        |
| 臺灣             | Yahoo TV         | 2022年7月6日－2022年9月28日   | 星期三 22：30（UTC+8）   |        |
| 臺灣             | 遠傳friDay影音   | 2022年7月6日－2022年9月28日   | 星期三 22：30（UTC+8）   |        |
| 臺灣             | bbTV             | 2022年7月6日－2022年9月28日   | 星期三 22：30（UTC+8）   |        |
| 臺灣             | CATCHPLAY+       | 2022年7月6日－2022年9月28日   | 星期三 22：30（UTC+8）   |        |
| 香港             | myTV Gold        | 2022年7月6日－2022年9月28日   | 星期三 22：30（UTC+8）   |        |
| 香港             | Viu OTT          | 2022年7月6日－2022年9月28日   | 星期三 22：30（UTC+8）   |        |
| 香港、澳門、臺灣 | bilibili         | 2022年7月6日－2022年9月28日   | 星期三 22：30（UTC+8）   |        |
| 香港、臺灣       | Disney+          | 2022年8月24日－2022年10月19日 | 星期三15:00（UTC+8）     | [ 11 ] |
| 香港、澳門、臺灣 | Netflix          | 2022年10月31日全集數上架      | 2022年10月31日全集數上架 | [ 12 ] |
| 香港             | Viu 頻道自選服務 | 2022年11月全集數上架          | 2022年11月全集數上架     |        |

## 蓝光及DVD
| 卷數 | 發售日期       | 收錄話數      | 規格編號   | 規格編號   | 規格編號 |
| 卷數 | 發售日期       | 收錄話數      | BD         | DVD        |          |
| ---- | -------------- | ------------- | ---------- | ---------- | -------- |
| 上   | 2017年10月25日 | 第1話－第7話  | ZMAZ-11541 | ZMSZ-11551 |          |
| 下   | 2017年12月22日 | 第8話－第13話 | ZMAZ-11542 | ZMSZ-11552 |          |

## 劇場版
到目前為止，来自深渊动画制作组已經製作了電視動畫第1期的劇場版總集篇兩部，與一部的全新篇章的劇場版，是電視動畫第1期故事的续集。

### 劇場版總集篇
2019年，两部改编自电视动画第1期的剧场版总集篇於日本上映。1月4日，前編《啟程的黎明》上映，包含第1至第8集的內容。同年1月18日，後編《流浪之黄昏》也於日本上映，包含第9至第13集的內容。 相较于电视动画有删减，也較少新畫面加入。前編的评级为普遍级（G），但後編的评级为保护级（PG-12）。前編票房收入为3200万日元，後編票房收入为3000万日元。

### 深沉靈魂的黎明
2020年1月17日電影《來自深淵：深沉靈魂的黎明》於日本上映。同時上映短篇動畫《瑪魯魯庫的日常》（マルルクちゃんの日常）。每週於本片開始前上映1話總共4話。台灣於2020年4月10日上映，短篇動畫於片尾一次放映。

#### 製作人員
- 原作：土筆章人
- 導演：小島正幸
- 副導演：垪和等
- 劇本：倉田英之
- 角色設計：黄瀬和哉
- 總作畫導演：齊田博之
- 作畫導演：小栗寛子、崎本さゆり
- 效果作畫導演：橋本敬史
- 生物設計：吉成鋼
- 設計負責人：高倉武史
- 分鏡：小島正幸、酒井智史
- 演出：高橋賢、垪和等、森賢
- 美術導演：増山修
- 美術設定：西俊樹、平柳悟、菱沼由典
- 色彩設計：山下宮緒
- 攝影導演：江間常高
- 音響導演：山田陽
- 音響效果：野口透
- 音樂：Kevin Penkin
- 音樂製作人：飯島弘光
- 音樂製作：IRMA LA DOUCE
- 音樂製作協力：KADOKAWA
- 動畫製作：Kinema Citrus
- 製作：「來自深淵」製作委員會

#### 各話列表（瑪魯魯庫的日常）
| 話數  | 日文標題 | 中文標題 | 上映期間               |
| ----- | -------- | -------- | ---------------------- |
| 第1話 |          | 拜託了   | 2020年1月17日－1月23日 |
| 第2話 |          | 跑腿     | 2020年1月24日－1月30日 |
| 第3話 |          | 打掃     | 2020年1月31日－2月6日  |
| 第4話 |          | 回憶     | 2020年2月7日－2月13日  |

## 外部連結
- 電視動畫《來自深淵》官方網站（日語）
- 動畫電影《來自深淵 深沉靈魂的黎明》官方網站（日語）
- 電視動畫《來自深淵 烈日的黃金鄉》官方網站（日語）
- 電視動畫《來自深淵》的X（前Twitter）（日語）
- 在Netflix上觀看《來自深淵》
- 在Disney+上觀看《來自深淵》